# Bahnbetriebswerk Uelzen (OHE)
Das Bahnbetriebswerk Uelzen der Osthannoverschen Eisenbahnen (OHE) ist ein Bahnbetriebswerk zur Wartung der Lokomotiven und Doppelstockwagen der metronom Eisenbahngesellschaft. Es befindet sich in Uelzen am sogenannten Dannenberger Bahnbogen an der ehemaligen Bahnstrecke Uelzen–Dannenberg.

## Geschichte
Ursprünglich war die Errichtung des Betriebswerks auf dem Gelände des alten Uelzener Güterbahnhofs geplant, doch war dort der Erwerb von Betriebsflächen der Deutschen Bahn nicht möglich. Das Werk wurde daher am nördlichen Stadtrand von Uelzen erbaut, wo die Bahnstrecke Uelzen–Dannenberg mit der Bahnstrecke Hannover–Hamburg zusammentrifft. Der Baubeginn erfolgte am 5. November 2002, die Fertigstellung war am 13. Dezember 2003.
Die Fahrzeuge werden im Betriebswerk der OHE durch Personal der OHE gewartet. Neben den Zügen sind im Betriebswerk auch E-Loks und früher auch die Blue-Tiger-Diesellokomotiven beheimatet.

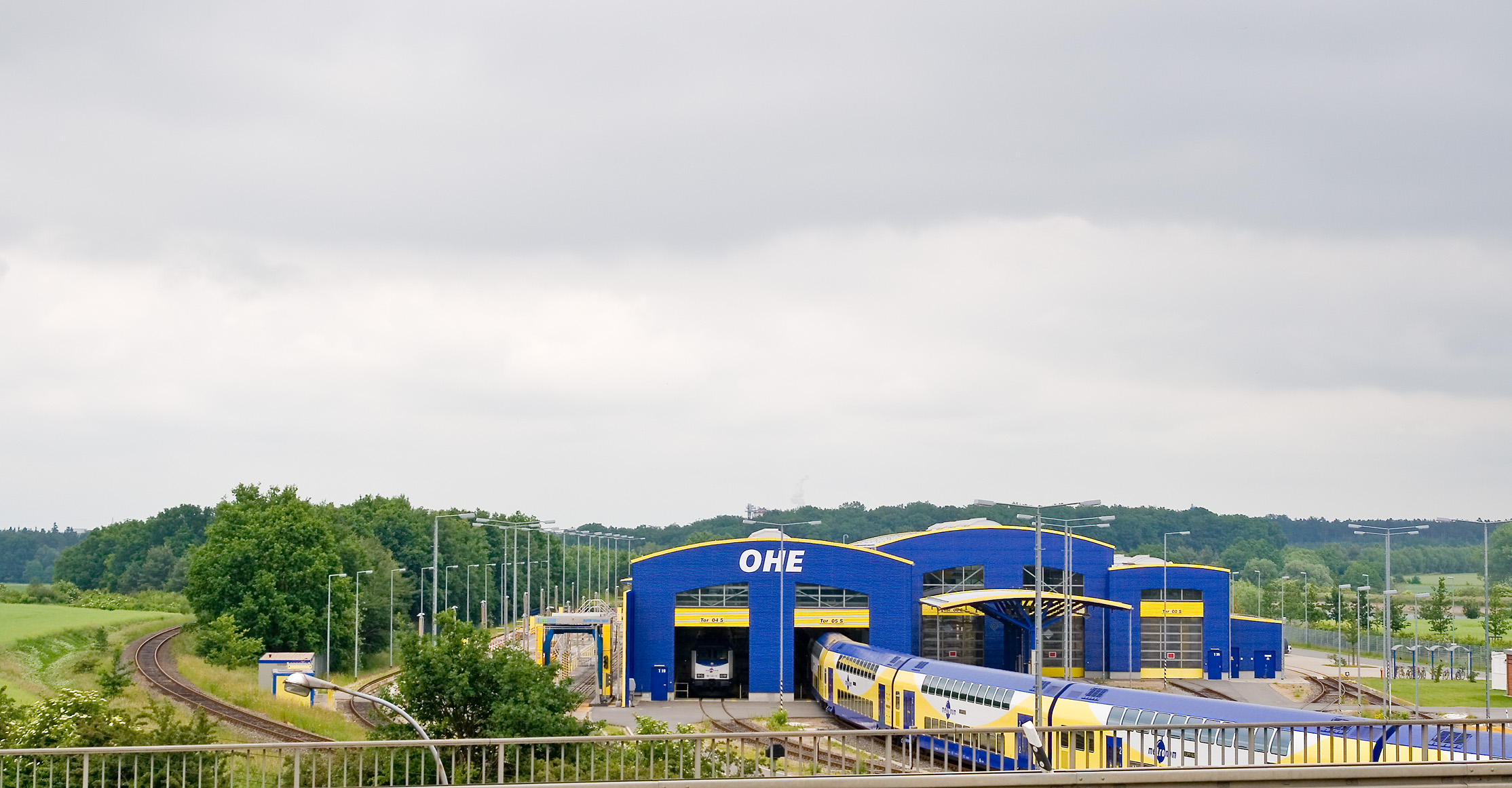
OHE-Bahnbetriebswerk für die Wartung der metronom-Züge am Dannenberger Bogen (links)
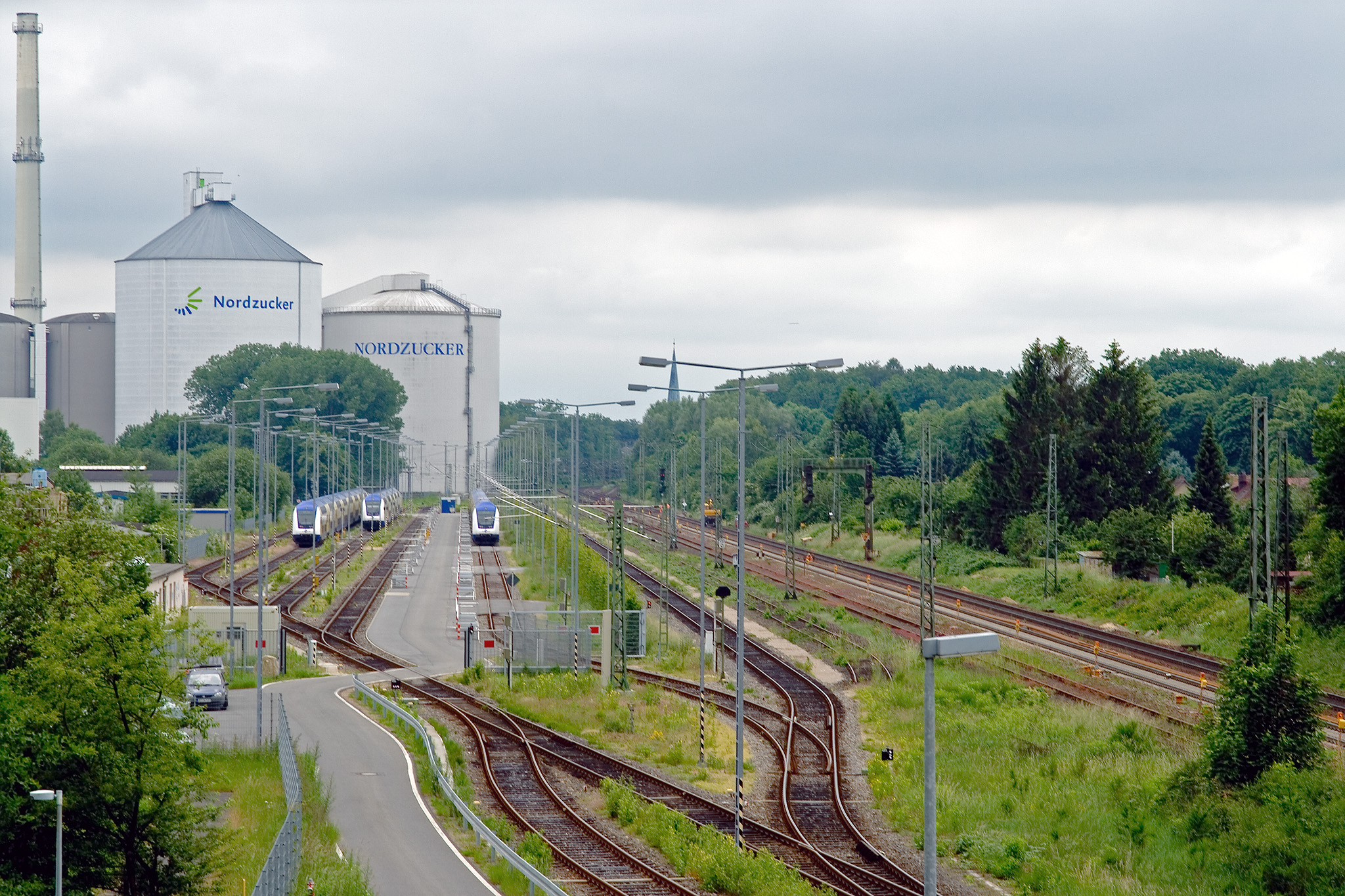
Aufstellgruppe auf den ehemaligen Übergabegleisen zur Zuckerfabrik.
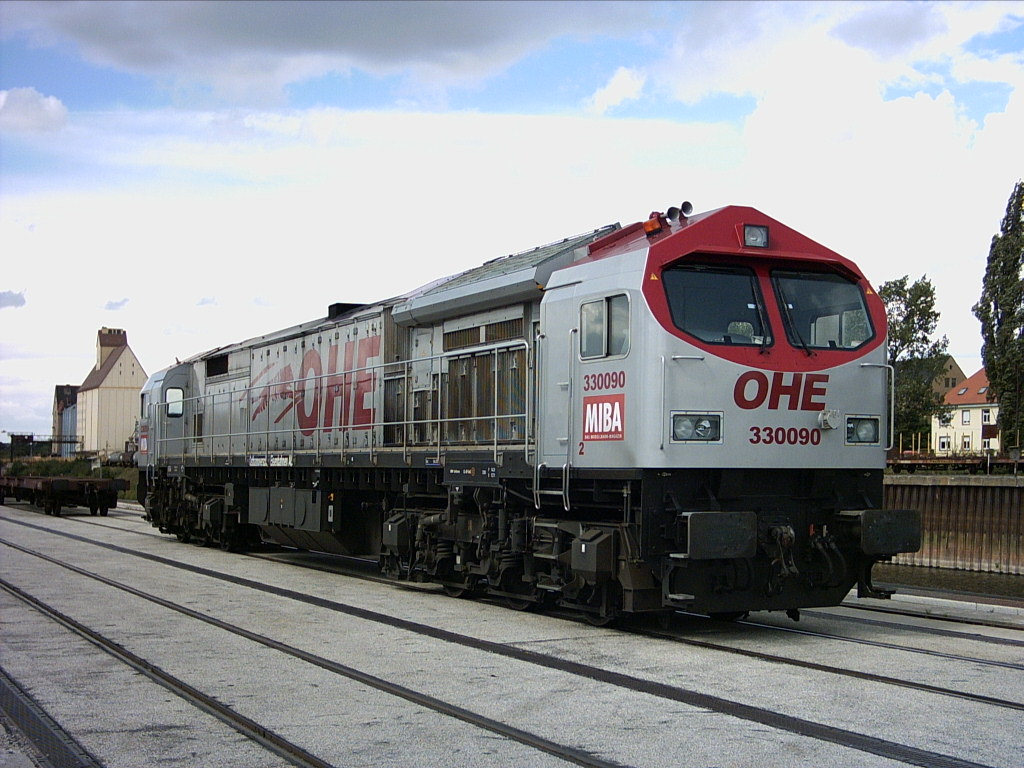
DE-AC33C – Blue Tiger der OHE